# POLE4
POLE4 (англ. DNA polymerase epsilon 4, accessory subunit) – білок, який кодується однойменним геном, розташованим у людей на короткому плечі 2-ї хромосоми.  Довжина поліпептидного ланцюга білка становить 117 амінокислот, а молекулярна маса — 12 209.
| 10         |  | 20         |  | 30         |  | 40         |  | 50         |
| ---------- |  | ---------- |  | ---------- |  | ---------- |  | ---------- |
| MAAAAAAGSG |  | TPREEEGPAG |  | EAAASQPQAP |  | TSVPGARLSR |  | LPLARVKALV |
| KADPDVTLAG |  | QEAIFILARA |  | AELFVETIAK |  | DAYCCAQQGK |  | RKTLQRRDLD |
| NAIEAVDEFA |  | FLEGTLD    |  |            |  |            |  |            |

A: Аланін

C: Цистеїн

D: Аспарагінова кислота

E: Глутамінова кислота

F: Фенілаланін

G: Гліцин

I: Ізолейцин

K: Лізин

L: Лейцин

M: Метіонін

N: Аспарагін

P: Пролін

Q: Глутамін

R: Аргінін

S: Серин

T: Треонін

V: Валін

Кодований геном білок за функціями належить до трансфераз, фосфопротеїнів. 
Задіяний у таких біологічних процесах як поліморфізм, ацетиляція. 
Білок має сайт для зв'язування з ДНК. 
Локалізований у ядрі.